# دورو داکوویچ
دورو داکوویچ (به کرواتی: Đuro Đaković) شرکت هلدینگ کروات است، که در زمینه ساخت راه‌آهن، لوکوموتیو، جرثقیل، تجهیزات نظامی، جنگ‌افزار، تانک اصلی میدان نبرد و وسایل نقلیه زرهی، پل، سازه‌های فلزی و زیرساخت‌های صنعتی فعالیت می‌کند.
ریشه‌های تأسیس این شرکت به سال ۱۹۲۱ بازمی‌گردد، که کارخانه تولید تجهیزات فلزی در شهر برود، یوگسلاوی، توسط الکساندر اهرمان راه‌اندازی شد.
شرکت دورو داکوویچ در سال ۱۹۹۱ فرایند خصوصی‌سازی را آغاز نمود و در حال حاضر از ۷ شرکت تابعه تشکیل شده‌است، که هر شرکت با مدیریت مستقل ولی تحت کنترل شرکت هلدینگ دورو داکوویچ فعالیت می‌نماید.
دفتر مرکزی این شرکت در شهر اسلاونسکی برد، کرواسی قرار دارد و بخشی از سهام آن در بازار بورس زاگرب معامله می‌شود.